# 標津町生涯学習センター
標津町生涯学習センター（しべつちょうしょうがいがくしゅうセンター）、北海道標津郡標津町にある施設。愛称は「あすぱる」。この項目では2023年（令和5年）4月30日にセンター内に移転した標津町図書館「としょぱる」についても述べる。

## 施設
1995年（平成7年）度に標津町南1条西5丁目5-3に開設された。
- 開館時間：9:00 - 22:00[5]
- 休館日：年末年始（12月31日から1月5日）[5]

## 標津町図書館
旧図書館は1967年（昭和42年）に標津町南1条西2丁目1-1に開設され、2023年（平成5年）4月30日に標津町生涯学習センター内に移転した。2023年の移転時に図書館の名称を「標津町図書館としょぱる」とすることが決定した。

### 利用案内
- 開館時間：9:00 - 21:00[2]
- 休館日：年末年始（12月31日から1月5日）※祝日は閲覧のみ[2]

### 分室
標津町図書館としょぱる分室（文化ホール）がある。
- 開館時間：10:00 - 17:00[2]
- 休館日：土・日曜日、祝日、年末年始（12月31日から1月5日）[2]